# 미국 인도-태평양 우주군
미국 인도-태평양 우주군(영어: United States Space Forces – Indo-Pacific (USSPACEFOR-INDOPAC))은 하와이주 오아후섬 히캄 공군기지에 본부를 두고 있는 미국 우주군의 인도-태평양 지역 구성야전사령부이다. 준장이 지휘한다.

## 역사
태평양 공군 부속 우주실(Director of Space Forces (DIRSPACEFOR), Pacific Air Forces (PACAF))을 개편하여 독립된 지휘부로서 2022년 11월 22일에 설립되었다.
2022년 12월 14일, 주한 미국 우주군이 창설되었다.
2024년 12월 4일, 주일 미국 우주군이 창설되었다.

## 산하 조직
- 주한 미국 우주군(USSPACEFOR-KOR) - 대한민국 오산 공군기지
- 주일 미국 우주군(USSPACEFOR-JPN) - 일본 혼슈 요코타 비행장

## 참고
1. ↑  Lendon, Brad (2022년 12월 14일). “US Space Force establishes first foreign command in South Korea”. 《CNN World》 (영어). 2025년 1월 11일에 확인함.
2. ↑  “우주군: 주한미군 '우주군' 창설…의미와 역할은?”. 《BBC News 코리아》. 2025년 1월 11일에 확인함.
3. ↑  “Space Force activates component field command in Japan” (미국 영어). 2024년 12월 5일. 2025년 1월 11일에 확인함.
4. ↑  Dominguez, Gabriel (2024년 12월 4일). “U.S. Space Force launches first unit in Japan” (영어). 2025년 1월 11일에 확인함.